# 印度人航空427号班机劫机事件
印度人航空427号班机劫机事件又称“祭马行动”，是1993年4月24日至25日发生在印度的劫机事件。事件中没有乘客和机组成员伤亡，劫机者在印度国安卫队的行动下送医不治。

## 事件过程
427号班机于当地时间13:57从德里英迪拉·甘地国际机场起飞，机上有135名旅客和6名机组人员。飞机飞行中，一名自称赛德·萨拉乌丁（Syed Salauddin）的旅客威胁称自己带有手枪和手雷，要求机组飞往阿富汗首都喀布尔。德里空管局在14:43收到了班机被劫持往喀布尔的消息。
另一方面，巴基斯坦拉合尔空管局拒绝了班机进入该国空域的请求，班机在拉合尔周围打转，之后回到德里。飞机在15:20抵达阿姆利则。劫机分子不允许为飞机加注燃料，持续要求飞机飞向喀布尔。德里机场和印度内阁秘书处的危机管理小组作出响应。阿姆利则县警局副局长和高级警司前往机场同劫机者谈判。旁遮普邦警察总局局长于18时抵达阿姆利则负责谈判，但劫机者仍坚持己见，并开枪打穿机身。

## 国安行动
劫匪开枪后，危机管理小组自阿达姆普尔派出国家安全卫队处理事态。同时，谈判仍将进行。劫机者在23时宣布，如果达不到他的要求，他就会炸毁飞机。稍后危机管理小组指示突击队时机成熟时突袭班机。4月25日凌晨1时，60名突击队员包围并突袭了客机，在劫机者反应过来之前将其控制住。此间一名队员用无声手枪射击了劫机者。行动在五分钟内就结束了，没有人质伤亡和财产损失。飞机也没有受到进一步伤害。

## 结果
劫匪（真名穆罕默德·尤努斯·沙）在行动结束后被转送给当地警方，于送医途中不治身亡。警方从他身上搜到两把上膛的9毫米手枪。印度官方宣布穆罕默德是恐怖组织“真主穆斯林游擊隊”的成员，而该组织予以否认。
本次事件是印度人航空一年之内第四次被劫机，前三次劫匪都没有携带武器。